# 400. pr. n. št.
400. pr. n. št. je deseto desetletje v 5. stoletju pr. n. št. med letoma 409 pr. n. št. in 400 pr. n. št.. 